# Arājs Kommando
Arājs Kommando, Sonderkommando Arajs – kolaboracyjna nazistowska formacja zbrojna złożona z Łotyszy podczas II wojny światowej, jednostka pomocniczej policji (Hilfspolizei) podległej Sicherheitsdienst.

## Historia
Arājs Kommando powstało z inicjatywy wyższego dowódcy SS i policji w Komisariacie Rzeszy Ostland SS-Brigadeführera i Generalmajora policji Franza Waltera Stahleckera. Na czele jednostki stał Łotysz SS-Sturmbannführer Viktors Arājs, były członek faszystowskiej organizacji Pērkonkrusts. Liczyła początkowo ok. 300 ludzi, dochodząc ostatecznie do stanu ok. 1200.
Członkowie jednostki brali udział w pogromach Żydów na Łotwie, m.in. 30 listopada i 8 grudnia 1941 w lesie Rumbula pod Rygą, gdzie zamordowano ok. 25 tysięcy ludzi z ryskiego getta. W 1942 jednostka została przeniesiona na granice z Rosją i Białorusią, uczestniczyła wraz z Niemcami w operacjach przeciwpartyzanckich.
Po zajęciu Łotwy przez wojska sowieckie w 1944 wielu członków jednostki zbiegło na Zachód. Część została schwytana i osądzona, jak sam Arājs. W 1999 Centrum Szymona Wiesenthala poszukujące nazistowskich zbrodniarzy wojennych wytropiło w Australii Konrādsa Kalējsa, który podczas wojny pełnił funkcję jednego z zastępców dowódcy Arājs Kommando.